# Lithops pseudotruncatella
Lithops pseudotruncatella è una pianta succulenta della famiglia delle Aizoacee, endemica della Namibia

## Etimologia
La specie deve il suo nome alla somiglianza con Conophytum truncatum: Pseudotruncatella significa infatti "falsa truncatum".

## Descrizione
Similmente alle altre specie del genere Lithops, le foglie di L. pseudotruncatella sono assai spesse, appaiate e separate da una piccola fessura. La pianta, di colore variabile dal verde al grigio, con marmorizzazioni ramificate nella parte superiore, cresce fino ad un massimo di 5 centimetri in altezza. Il fiore giallo che scaturisce dalla fessura può raggiungere un diametro di 4 centimetri.